# Modrovec
Modrovec – wieś w Chorwacji, w żupanii krapińsko-zagorskiej, w gminie Gornja Stubica. W 2011 roku liczyła 363 mieszkańców.